# 小行星4901
小行星4901（英語：4901）是一颗围绕太阳公转的小行星。1988年11月3日，M. Arai、H. Mori在寄居町发现了此天体。
这颗小行星的绝对星等为94.37975等。